# ボルチモア・メリーランズ
ボルチモア・メリーランズ（Baltimore Marylands）は、1873年にアメリカ合衆国[[[メリーランド州]]ボルチモアを本拠地とし、ナショナル・アソシエーションに所属していたプロ野球チーム。

## 球団史
1873年に創設され、ナショナル・アソシエーションに加盟した。ボルチモアでは前年にボルチモア・カナリーズがリーグ2位の成績を収めていたが、メリーランズは資金がなかったのか、これといった実力のある選手を揃えられないままリーグに臨んだようである。当時のロースターは、1871年のリーグ設立当初にフォートウェインでプレー経験のある4名（ビル・レノン、ヘンリー・コーラー、ウォーリー・ゴールドスミス、フランク・セルマン）以外はプロのリーグで試合をしたことがないメンバーばかりで、監督でさえプロの試合は初めてという陣容だった。
チームは4月14日に本拠地でワシントン・ブルーレッグスと開幕戦を戦ったが3-24で大敗、この試合がチーム唯一の本拠地での試合となる。以後ワシントンで1試合、地元ボルチモアでカナリーズと4試合を戦うがいずれも20点以上の失点を喫し惨敗に終わる。リーグでは6試合戦ったが、全て20失点以上で、チーム防御率は8.00、チーム打率.156という成績が残った。チームは同年7月11日の6試合目を最後にあっけなく破綻した。

## 戦績
| 年度   | リーグ | 試合 | 勝利 | 敗戦 | 勝率 | 順位 | 監督         | 本拠地                 |
| ------ | ------ | ---- | ---- | ---- | ---- | ---- | ------------ | ---------------------- |
| 1873年 | NA     | 6    | 0    | 6    | .000 | 9位  | ビル・スミス | Madison Avenue Grounds |

## 所属した主な選手
- ルー・セイ：1873年から1884年にかけて活躍。打率.232。

## 主な球団記録
- 通算安打数：4（ビル・フレンチ、ビル・レノン、ビル・スミス）
- 通算打点数：2（マイク・フーパー、ビル・レノン、ルー・セイ、マーティ・シンプソン）
- 通算登板数：3（エド・ストラットン）